# Cratere Henie
Henie  è un cratere sulla superficie di Venere. Deve il suo nome a Sonja Henie, pattinatrice norvegese dei primi del '900.